# Siggi Mueller
Siggi Mueller (* 12. Oktober 1964 in Lenzingerberg, Niederbayern) ist ein deutscher Filmkomponist, Fotograf, Keyboarder, Akkordeonist und Pianist.
Mueller komponierte die Musik zu zahlreichen deutschen Kinoproduktionen, Fernsehfilmen und -serien in Zusammenarbeit mit namhaften Regisseuren und Medienunternehmen sowie nahezu allen großen öffentlichen und privaten Fernsehanstalten in Deutschland und Österreich. Siggi Mueller ist Mitglied der Deutschen Filmakademie.
In den letzten Jahren arbeitete Siggi Mueller auch verstärkt als Fotograf. Sein Schwerpunkt liegt in den Bereichen Porträt und Fotografie für kulturelle Projekte und Veranstaltungen.
Seine Laufbahn begann Siggi Mueller als klassischer Pianist am Stadttheater Ulm. Heute erstreckt sich sein musikalisches Spektrum auf den Instrumenten Keyboard, Klavier und Akkordeon von klassischer Musik bis hin zu Live-Performances in Funk-, Soul-, Jazz- und Rock-Bands. Unter anderem wirkte er ein Jahr in einer türkischen Folkloreband mit.

## Werkverzeichnis

### Filme
- 1993: Ebbies Bluff
- 1999: Tobias Totz und sein Löwe
- 2003: Eine Liebe in Afrika
- 2000: Flashback – Mörderische Ferien
- 2003: Der Fussfesselmörder
- 2003: Der Aufstand
- 2003: Mein Mann, mein Leben und du
- 2004: Das Blut der Templer
- 2005: Die Braut von der Tankstelle
- 2005: Nicht ohne meinen Schwiegervater
- 2005: Die letzte Schlacht
- 2005: Erkan & Stefan in Der Tod kommt krass
- 2006: Das Haus der schlafenden Schönen
- 2006: König Otto
- 2007: Das 100 Millionen Dollar Date
- 2007: Ein unverbesserlicher Dickkopf
- 2008: Und ewig schweigen die Männer
- 2008: Alter vor Schönheit
- 2008: Die Bienen – Tödliche Bedrohung
- 2008: Die Liebe ein Traum
- 2008: Gefühlte XXS – Vollschlank & frisch verliebt
- 2008: H3 – Halloween Horror Hostel
- 2008: Die Treue-Testerin – Spezialauftrag Liebe
- 2009: Der Vulkan
- 2009: Der Typ, 13 Kinder & ich
- 2009: Die Märchenstunde
- 2009: Schatten der Gerechtigkeit
- 2009: Detektiv wider Willen
- 2010: Bei manchen Männern hilft nur Voodoo
- 2010: Tiger-Team – Der Berg der 1000 Drachen
- 2010: Scheidung für Fortgeschrittene
- 2010: C.I.S. – Chaoten im Sondereinsatz
- 2011: Der Verdacht
- 2012: Agent Ranjid rettet die Welt
- 2012: Der Blender
- 2012: Mich gibt’s nur zweimal
- 2013: Absturz im Wald – Die wahre Geschichte der Hitler-Tagebücher
- 2013: Der große Schwindel
- 2014: Gegen den Sturm!
- 2014: Das Lächeln der Frauen
- 2019: Camping mit Herz

### Serien und Filmreihen
- 1984: Der Fahnder
- 1994: Nicht von schlechten Eltern
- 1995–1996: So ist das Leben! Die Wagenfelds
- 1998–2011: Marienhof
- 2001: Alarm für Cobra 11 – Die Autobahnpolizei: Fieberträume
- 2003–2004: Der Ermittler
- 2005–2006: Arme Millionäre
- 2006–2010: Kommissar Stolberg
- 2012: Die Chefin
- 2014: Marie Brand und das Mädchen im Ring
- 2015: Einfach Rosa – Wolken über Kapstadt
- 2017: Eltern allein zu Haus (TV-Trilogie)
- seit 2019: Frühling
  - 2019: Familie auf Probe
  - 2019: Lieb mich, wenn du kannst
  - 2019: Das verlorene Mädchen
  - 2019: Sand unter den Füßen
  - 2019: Weihnachtswunder
  - 2020: Liebe hinter geschlossenen Vorhängen
  - 2021: Ich sehe was, was du nicht siehst
  - 2021: Weihnachtsgrüße aus dem Himmel
  - 2024: Ein Zebra im Gepäck
  - 2024: Die verschwundenen Eltern
  - 2024: Wenn die Zeit stehen bleibt
  - 2024: Blick ins Morgen
  - 2024: Mit dem Feind im Bett
  - 2024: Holla, die Waldfee
  - 2025: Das Versteck
  - 2025: Die Mutter, die es nie gab
  - 2025: Ich such dich!
  - 2025: Babyalarm
  - 2025: Wenn du nicht still bist, dann…
  - 2025: Mein Geheimnis, dein Geheimnis
- 2024: Ein Sommer im Schwarzwald